# Кизилту (Жетисайський район)
Кизилту́ (каз. Қызылту) — село у складі Жетисайського району Туркестанської області Казахстану. Входить до складу Кизилкумський сільського округу.
У радянські часи село було частиною села Отділення № 2 совхоза імені XX Партз'їзду.
Населення — 409 осіб (2021; 438 у 2009, 389 у 1999, 319 у 1989).